# 튜더가
튜더 왕가(House of Tudor) 또는 튜더 왕조(Tudor dynasty)는 잉글랜드 왕국(1485년 - 1603년)과 아일랜드 왕국(1541년 - 1603년)을 다스렸던 다섯 명의 군주들을 배출한 집안을 말한다. 전반적으로 튜더 출신 군주들의 통치 덕분에 그전까지 유럽의 바다 건너 약소국이었던 잉글랜드는 훗날 세계를 석권하게 되는 대영제국으로 전환될 수 있었다. 특히 문화사 방면에서는 엘리자베스 1세의 치세기간은 특별히 ‘엘리자베스 왕조’라고 부르는 경우가 많다.
하급 귀족 오언 튜더와 헨리 5세의 과부였던 발루아의 캐서린이 결혼함에 따라, 두 사람 사이에 태어난 아이들은 일약 헨리 6세의 이부동복 동생이 됨과 동시에 발루아 왕가의 혈통을 이어받게 됨으로써 상급 귀족의 일원이 되었다. 오언과 카트린 사이에 태어난 아들 에드먼드가 에드워드 3세의 넷째아들 랭커스터 공 곤트의 존의 증손녀 마거릿 보퍼트와 결혼한 후, 둘 사이에서 태어난 아들 헨리는 외가의 혈통에 따라 랭커스터 왕가의 왕위계승자로 인정받았다. 1483년, 보즈워스 전투에서 헨리가 리처드 3세를 물리치고 헨리 7세로 즉위함으로써, 튜더 왕조가 개막되었다.
헨리 7세는 백년전쟁과 장미전쟁으로 인해 피폐해진 나라를 바로세우기 위해 귀족들을 억압하고 절대왕정을 추진하였다. 또한 해외 진출에도 적극적이었는데, 이러한 그의 정책은 헨리 8세, 에드워드 6세, 제인 그레이, 메리 1세, 엘리자베스 1세에게 그대로 계승되어 튜더 왕가의 전성기를 쌓아올렸으나, 엘리자베스가 후사 없이 서거하자 혈통이 단절되었다. 그래서 헨리 7세의 피가 흐르는 스코틀랜드의 제임스 6세가 잉글랜드의 제임스 1세로 즉위하여 스튜어트 왕가가 잉글랜드와 스코틀랜드를 아울러 통치하게 되었다.
한편, 1541년 헨리 8세가 (표면적으로는) 아일랜드 의회의 결의안에 근거하여 아일랜드의 왕(Lord of Ireland)이 되자 잉글랜드와 아일랜드 양국은 동군연합이 되었다. 단 실제로 아일랜드를 지배했던 유력 귀족들은 잉글랜드 국왕을 자신들의 왕으로 추대도 대관도 하지 않았기 때문에, 실제로는 일방적인 사칭이었다고 볼 수 있다.

## 잉글랜드의 군주
튜더 왕가 출신으로는 총 6명의 군주가 있었다:
| 그림 | 왕 이름        | 왕위계승권                       | 재위 시작        | 재위 종료        |
| ---- | -------------- | -------------------------------- | ---------------- | ---------------- |
|      | 헨리 7세       | 왕위 찬탈                        | 1485년 8월 22일  | 1509년 4월 21일  |
|      | 헨리 8세       | 헨리 7세의 아들                  | 1509년 4월 22일  | 1547년 1월 28일  |
|      | 에드워드 6세   | 헨리 8세와 제인 시무어의 아들    | 1547년 1월 28일  | 1553년 7월 6일   |
|      | 제인           | 헨리 7세의 딸 메리 튜더의 증손녀 | 1553년 7월 10일  | 1553년 7월 19일  |
|      | 메리 1세       | 헨리 8세와 캐서린 아라곤의 딸    | 1553년 7월 19일  | 1558년 11월 17일 |
|      | 엘리자베스 1세 | 헨리 8세와 앤 볼린의 딸          | 1558년 11월 17일 | 1603년 3월 24일  |

## 튜더 가문 가계도
마거릿 보퍼트는 1443년에 태어났다. 표의 1433년은 틀린 것이다.

## 같이 보기
- 잉글랜드 웨일스
- 엘리자베스 시대